# Egg (Vorarlberg)
Egg – gmina targowa w Austrii, w kraju związkowym Vorarlberg, w powiecie Bregencja. Według Austriackiego Urzędu Statystycznego liczyła 3480 mieszkańców (1 stycznia 2015). Do 31 grudnia 2019 gmina wiejska (Gemeinde).

## Współpraca
Miejscowość partnerska:
- Burscheid, Niemcy